# Tahač návěsů

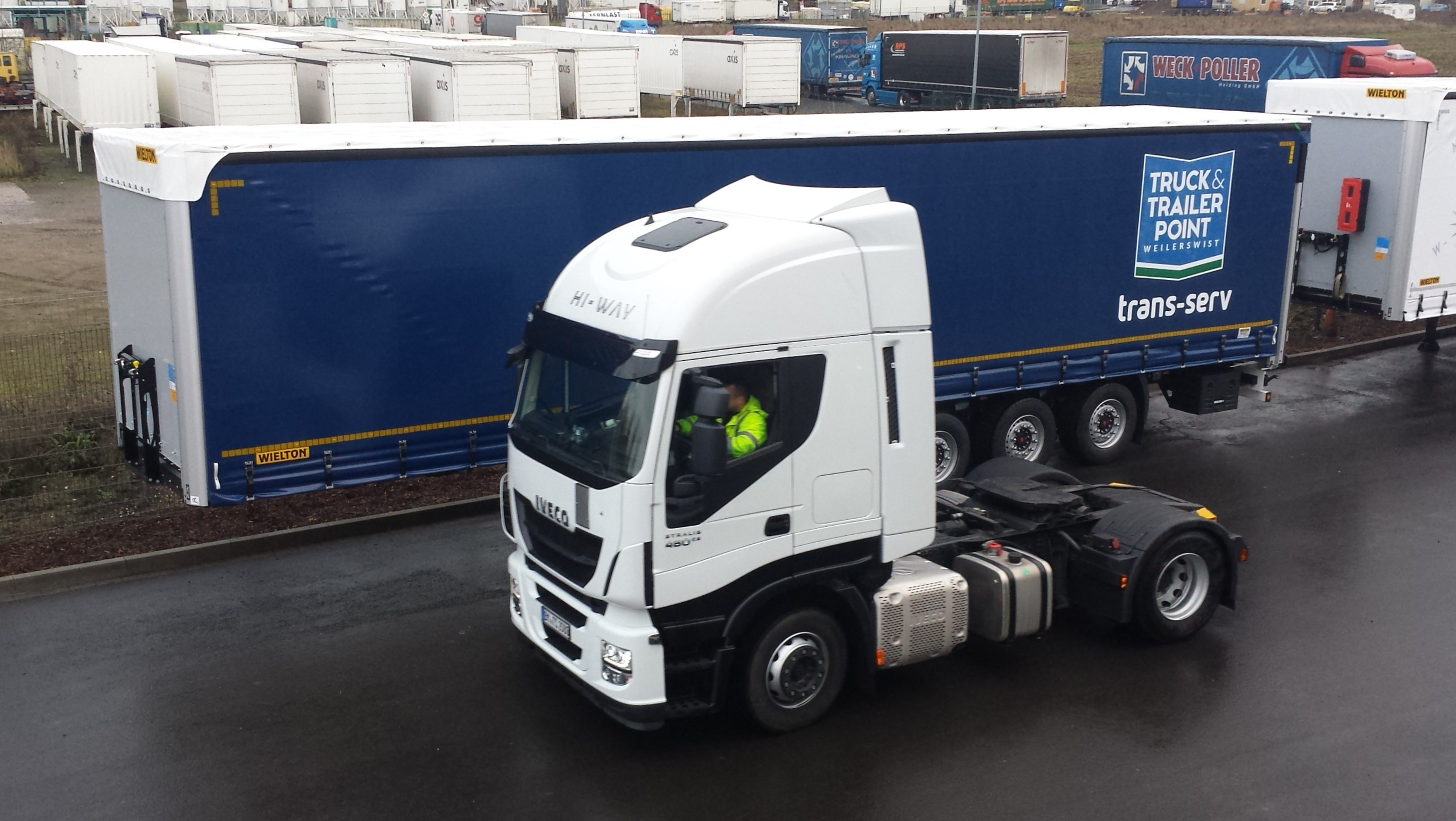
Tahač návěsů, za ním návěs

Tahač návěsů je motorové vozidlo, tahač určený k tahání návěsů. 
Tahače návěsů se rozdělují podle výšky točnice, na kterou se návěs zapojí: 
- klasický návěs
- návěs s níže položenou točnicí tzv. low-deck. Celé vozidlo je konstruováno tak, aby točnice, na kterou se návěs zapojí, byla co nejníže. Cílem je nejvyšší možná volná výška pro náklad.

Tahače lze rozdělit také podle počtů náprav (os). Na evropských silnicích nejčastěji jezdí dvouosé tahače. Na americkém kontinentě naopak jezdí spíše tříosé tahače. Specialitou jsou pak čtyřosé tahače, které slouží pro přepravu obzvláště těžkých břemen (až 100 tun).